# Боблово (музей-усадьба)
Музей-усадьба Д. И. Менделеева «Боблово» — музей в деревне Боблово Клинского района Московской области. Усадьба построена на вершине холма Бобловая гора, вблизи реки Лутосни.

## История
Старинной вотчиной Моложениновых в начале XIX века владели М. А. и Я. Г. Наумовы, а с 1814 года — В. С. Новосильцев.

Князь Е. А. Дадиани. 1813. Худ. О. А. Кипренский

С 1817 по 1862 годы усадьба принадлежала князю Егору (Георгию) Александровичу Дадиану (1785 — Москва, 28.02.1861), мальтийскому кавалеру, правнуку Е. Л. Дадиани, который, попав в опалу за вольнодумие, жил в ней постоянно. Его гостями часто бывали соседи по имению Фонвизины, князья Волконские, Давыдовы, а также писатель Шаликов Пётр Иванович, в прозе и стихах которого имеются упоминания об усадьбе и её гостеприимном хозяине.
В 1865 году Д. И. Менделееву предложил купить имение Боблово полковник Богенгард, с которым он встретился на Мануфактурной выставке в Москве. Возвращаясь в Петербург, Менделеев уговорил профессора Н. П. Ильина, с которым он ездил на выставку, вместе посмотреть имение. Владелец запросил за имение 16 тысяч рублей, которых у Д. И. Менделеева не было. И тогда Д. И. Менделеев и Н. П. Ильин купили имение в складчину. При покупке и разделе имения Менделееву по жребию достался старый особняк и фруктовый сад, а Ильину — флигели, которые он соединил каменным зданием и весь парк. В усадьбе Д. И. Менделеев проводил летние месяцы с 1865 по 1906 годы.

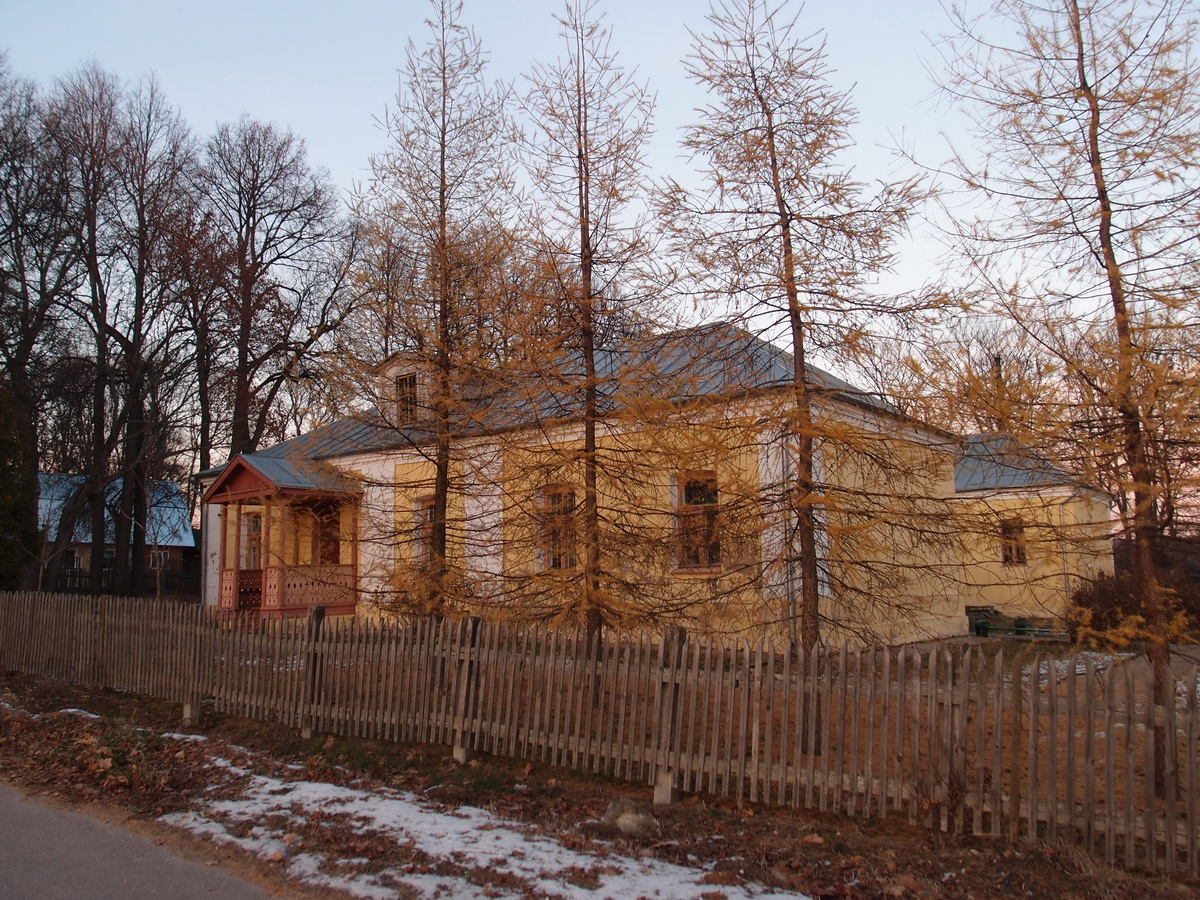
Боблово. Дом Н. П. Ильина

Присутствие Д. И. Менделеева оставило в этой небольшой деревушке неизгладимый отпечаток: при жизни великого ученого здесь появились новые постройки, был создан удивительный ландшафтный парк, куда Дмитрий Иванович завез экзотические для того времени растения. Он обустроил сельскохозяйственную опытную станцию и в экспериментальном порядке применял минеральные удобрения для достижения максимальной урожайности. Талант исследователя и управленца позволил Дмитрию Ивановичу добиться удивительных результатов на этом поприще. За обменом опытом к Д. И. Менделееву в Боблово приезжали лучшие ученые того времени — И. А. Стебут, А. П. Людоговский, студенты Петровской земледельческой и лесной академий. Здесь им был испытан ветряной двигатель, из города Клин, к которому административно подчинено Боблово, совершен полет на воздушном шаре.
В 1899 году в Бобловском доме учёного раздался треск приёмного аппарата А. С. Попова — принимались сигналы, посланные Поповым из соседней деревни, они пересекли холмистую местность и связали два населённых пункта.
Один из красивейших ландшафтов Подмосковья в те годы преобразился и стал настоящей жемчужиной Клинско-Дмитровской гряды. По проекту учёного заново был отстроен усадебный дом с лабораторией (в 1919 году дом сожжён крестьянами), разбит парк с экзотическим растениями, на небольшом сельском поле учёный проводил опыты по использованию химических удобрений.
В Боблове у Менделеева бывали К. А. Тимирязев, С. М. Соловьев, А. С. Попов, А. И. Куинджи, И. И. Шишкин, Андрей Белый, А. Н. Бекетов, Я. И. Смирнов, А. А. Блок. Для наблюдения за полётом учёного на воздушном шаре во время солнечного затмения 1887 года сюда приезжал И. Е. Репин.

## Музей

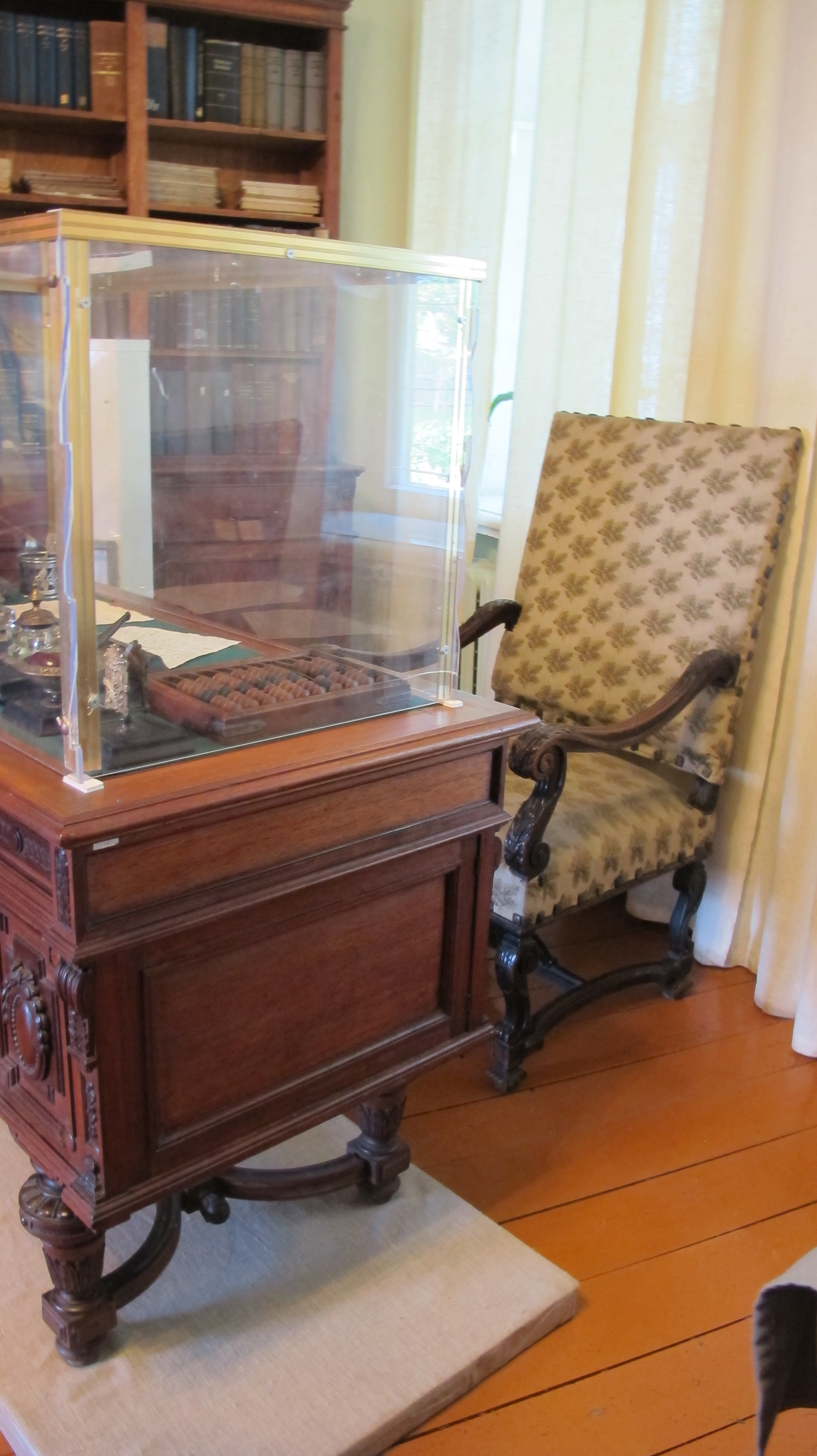
Фрагмент интерьера музея

В 1987 году в доме Д. И. Менделеева открылся музей. В музее хранятся документы и личные вещи Д. И. Менделеева и его семьи, коллекция предметов крестьянского быта, библиотека Русского физико-химического общества.
Официальное название музея, который также заведует усадьбами Шахматово и Тараканово, — Государственное бюджетное учреждение культуры Московской области «Государственный мемориальный музей-заповедник Д. И. Менделеева и А. А. Блока»

## Боблово в наши дни
Вот уже на протяжении 25 лет[прояснить] в сохранившемся каменном здании начала XIX века — доме Ильина-Смирновых развёрнуты несколько тематических выставок: «Боблово в жизни Д. И. Менделеева», «Семья Д. И. Менделеева», «Д. И. Менделеев — учёный-энциклопедист». Сохранилось и живописное Опытное поле, часть ландшафтного парка, каскада больших и малых прудов. На выставках представлены уникальные предметы, принадлежавшие когда-то лично Д. И. Менделееву: лабораторный стол, дорожный сундук, чемодан, сделанный руками учёного, книги.

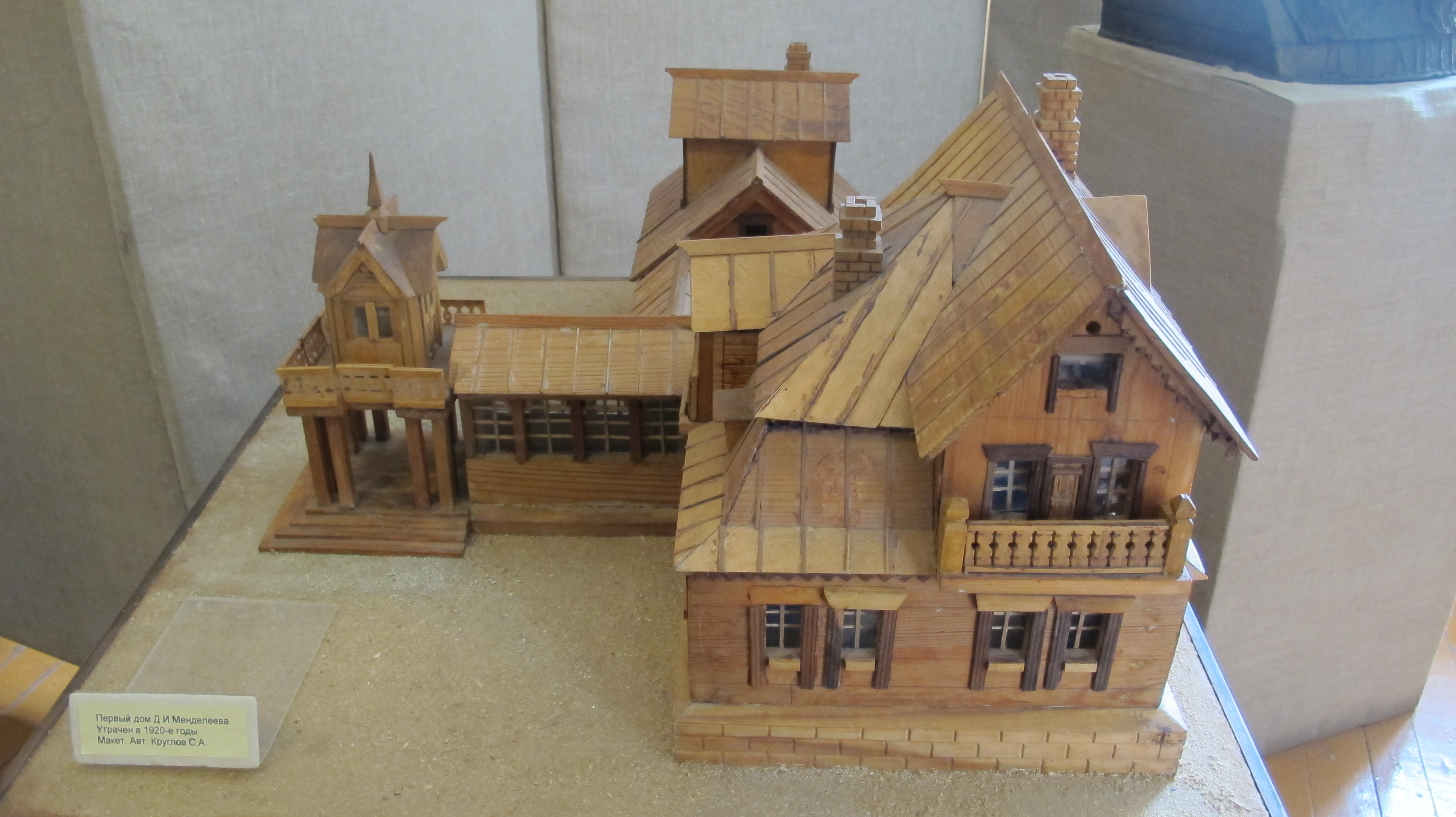
Фрагмент интерьера музея

Скульптором С. А. Кругловым созданы макеты двух домов ученого, один из которых был построен с применением самых современных строительных технологий того времени. Представлен также уникальный макет живописной бобловской местности с расположенными в ней Старым и Новым парками.
Открыватель Периодического закона химических элементов владел своим имением до самых последних дней и в конце жизни сказал как-то: «Брал Боблово за восемь тысяч, а сейчас за восемьдесят не отдам». Здесь он написал и сформулировал порядка тридцати своих научных работ, посвящённых экономике России, среди них труды философского характера, несколько глав одной из его последних книг — «Заветные мысли».
Здесь обустроена естественная смотровая площадка, откуда открывается вид на холмистые пространства Клинско-Дмитровской гряды, где существовали когда-то усадьбы Давыдовых, Орловых, Волконских, Фонвизиных.
В имении сохранилась одна из построек начала XIX века (на фото), тополевая, липовая и вязовая аллеи, а также парк, который был разработан при участии художников А. И. Куинджи и Н. А. Ярошенко.